# Manuel Vieira Tosta
Manuel José Vieira Tosta, primeiro barão, primeiro e único visconde com grandeza e marquês de Muritiba, (Cachoeira, 12 de julho de 1807 — Rio de Janeiro, 22 de fevereiro de 1896) foi um proprietário rural, juiz, desembargador e político brasileiro.
Filho de Manuel Vieira Tosta e de Joana Maria da Natividade Tosta. Casou-se com Isabel Pereira de Oliveira, que faleceu como viscondessa consorte de Muritiba. Foi pai do 2.º barão de Muritiba e irmão do barão de Najé.
Foi magistrado em Juiz de Fora antes de ser nomeado veador da imperatriz D. Teresa Cristina. Foi ministro da Marinha, ministro da Guerra (ver gabinetes Olinda de 1848, Monte Alegre e Itaboraí de 1868), ministro da Justiça (ver Gabinete Abaeté), conselheiro de Estado, deputado geral, senador do Império do Brasil de 1851 a 1889.
Foi presidente das províncias de Pernambuco (25 de dezembro de 1848 a 2 de julho de 1849), Rio Grande do Sul (17 de setembro de 1855 - 28 de abril de 1856) e Santa Catarina (interinamente, de 11 de abril a 18 de maio de 1870 e de 9 de janeiro a 16 de janeiro de 1871). Permaneceu no cargo de senador por 38 anos.